# Тусупбеков, Рашид Толеутаевич
Рашид Толеутаевич Тусупбеков (каз. Рашид Төлеутайұлы Түсіпбеков; 28.01.1955, Шымкент, Казахская ССР) — Председатель Высшего Судебного Совета Республики Казахстан, государственный советник юстиции 2 класса.

## Биография
Родился 28 января 1955 года в городе Чимкенте. Происходит из подрода Мурат рода Куандык племени аргын..
С 1962 года проживал в городе Караганде, где в 1973 году окончил среднюю школу № 3.
После окончания школы работал водителем пожарной охраны Карагандинского облисполкома.
После службы в рядах Советской Армии в августе 1976 года был зачислен на первый курс очного отделения юридического факультета Карагандинского государственного университета, которое окончил с отличием в 1981 году.
После прохождения трех месяцев стажировки в Советском народном районном суде города Караганды в ноябре 1981 года был избран народным судьей.
С 1984 по 1993 годы работал председателем Нуринского районного суда Карагандинской области.
С 1993 по 1999 годы занимал должность председателя Карагандинского областного суда.
В апреле 1999 года назначен председателем судебной коллегии по уголовным делам Верховного Суда Республики Казахстан. Исполнял обязанности председателя Верховного Суда Республики Казахстан.
С октября по декабрь 2000 года являлся председателем Комитета по судебному администрированию при Верховном Суде Республики Казахстан.
21 декабря 2000 года Указом Президента Республики Казахстан назначен Генеральным Прокурором Республики Казахстан.
15 декабря 2005 года Указом Президента Республики Казахстан на второй конституционный срок назначен Генеральным Прокурором Республики Казахстан.
С 2 апреля 2009 по 2012 года Министр юстиции Республики Казахстан.
С 21 января 2012 года по 6 августа 2014 года Председатель Агентства Республики Казахстан по борьбе с экономической и коррупционной преступностью
С 11 августа 2014 года по 26 августа 2015 года Председатель Высшего Судебного Совета Республики Казахстан.
С 26 августа 2015 года по 12 августа 2019 года — депутат Сената Парламента Республики Казахстан.

## Награды
- Орден «Барыс» 2 степени (8 декабря 2003, за заслуги перед государством, значительный вклад в социально-экономическое и культурное развитие страны)[6]
- Орден Парасат (2011)[7]
- Медаль «10 лет Конституции Республики Казахстан» (2005)
- Медаль «10 лет Астане» (2008)
- Благодарственное письмо Президента Республики Казахстан
- Звание «Құрметті судья» (Почётный судья) (2014)[8]
- 2021 (2 декабря) — Орден «Барыс» ІІІ степени;[9]
- Орден «Содружество» (29 ноября 2018 года, Межпарламентская ассамблея СНГ) — за активное участие в деятельности Межпарламентской Ассамблеи и её органов, вклад в укрепление дружбы между народами государств — участников Содружества Независимых Государств[10][11]
- Медаль «МПА СНГ. 25 лет» (27 марта 2017 года, Межпарламентская ассамблея СНГ) — за заслуги в деле развития и укрепления парламентаризма, за вклад в развитие и совершенствование правовых основ функционирования Содружества Независимых Государств, укрепление международных связей и межпарламентского сотрудничества[12]